# Mispila parallela
Mispila parallela là một loài bọ cánh cứng trong họ Cerambycidae.